# José de Anchieta
José de Anchieta SJ (San Cristóbal de La Laguna, 19 de março de 1534 – Reritiba, 9 de junho de 1597) foi um padre jesuíta espanhol que ingressou na Companhia de Jesus no Reino de Portugal, ficando ao seu serviço, e um dos fundadores das cidades brasileiras de São Paulo e do Rio de Janeiro.
Foi o primeiro dramaturgo, o primeiro gramático e o primeiro poeta nascido nas Ilhas Canárias. Foi o autor da primeira gramática da língua tupi e um dos primeiros autores da literatura brasileira, para a qual compôs inúmeras peças teatrais e poemas de teor religioso, a mais notória das quais o Auto de São Lourenço, e uma epopeia.
Considerado santo pela Igreja Católica, foi beatificado em 1980 pelo papa João Paulo II e canonizado em 2014 pelo papa Francisco. É conhecido como o Apóstolo do Brasil, por ter sido um dos pioneiros na introdução do cristianismo no país. Em abril de 2015 foi declarado co-padroeiro do Brasil na 53.ª Assembleia Geral da CNBB.
É o patrono da cadeira de número um da Academia Brasileira de Música. Em 2010 seu nome foi inscrito no Livro de Aço dos heróis nacionais do Brasil depositado no Panteão da Pátria e da Liberdade Tancredo Neves.
Em 2014 José de Anchieta é declarado padroeiro dos catequistas.

## Infância e juventude

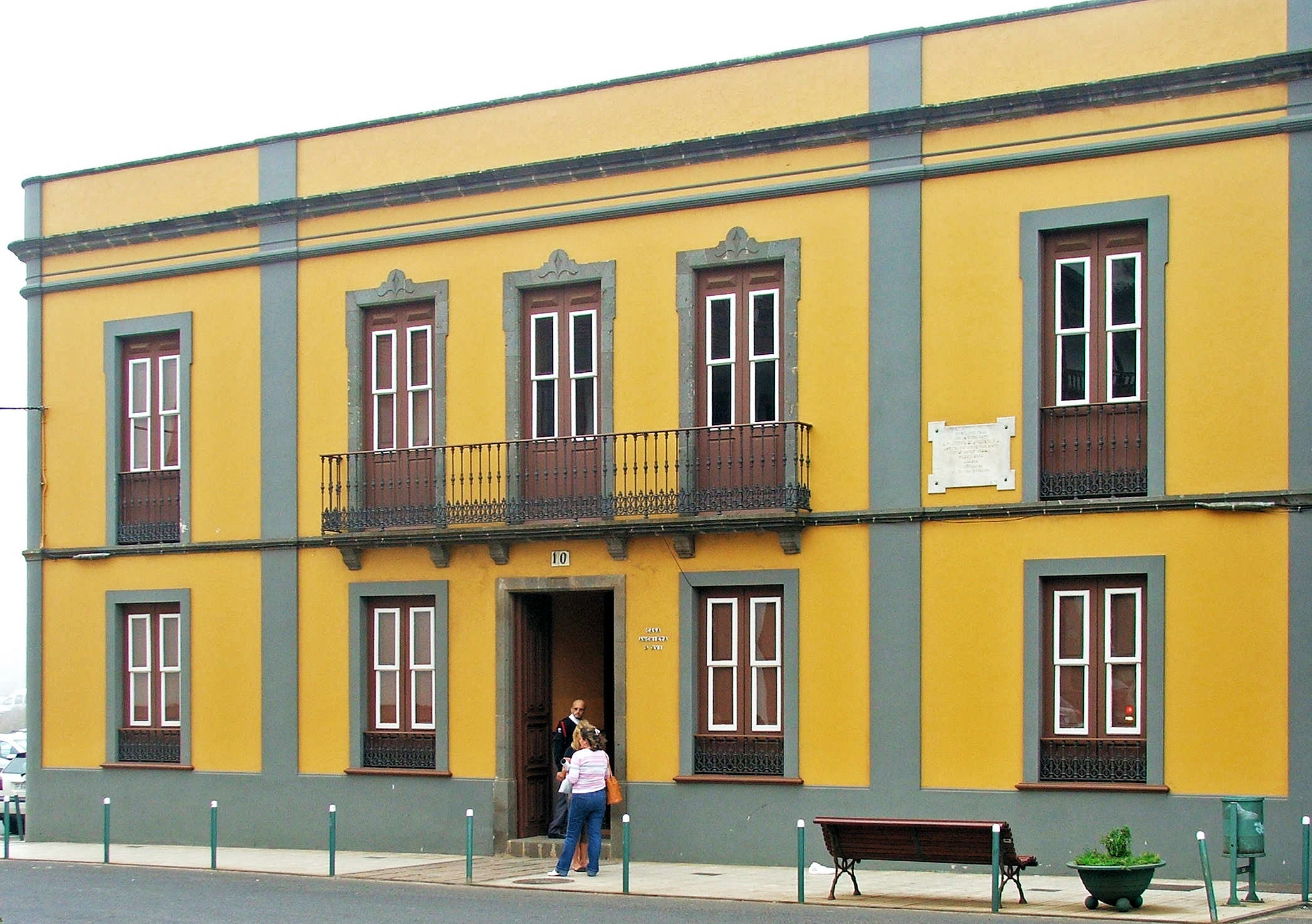
Casa nativa de José de Anchieta em San Cristóbal de La Laguna (Tenerife).

José de Anchieta, nascido na ilha de Tenerife, no arquipélago das Canárias, em 19 de março de 1534, era filho de João López de Anchieta (natural de Urrestilla, bairro da localidade de Azpeitia, em Guipúscoa, País Basco) e de Mência Diaz de Clavijo y Llarena, descendente da nobreza canária. Foi batizado em 7 abril de 1534 na Paróquia de Nossa Senhora dos Remédios (atual Catedral de San Cristóbal de La Laguna), onde ainda existe a pia de calcário vermelho onde, segundo a tradição, o santo teria sido batizado. Sua certidão de batismo, inscrita no Livro I da Igreja dos Remédios, está preservada no Arquivo Histórico Diocesano de Tenerife, onde se lê: José, filho de Juan de Anchieta e sua esposa, foi batizado no dia 7 de abril por Juan Gutiérrez, vigário e seus padrinhos foram Domenigo Riso e Don Alonso.

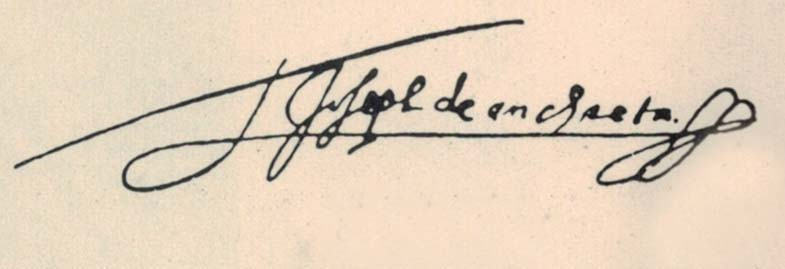
Assinatura de José de Anchieta.

Seu pai foi um revolucionário basco que tomou parte na revolta dos Comuneros (1520-1522) contra o Imperador Carlos V na Espanha e um grande devoto da Virgem Maria. Era aparentado dos Loyola, daí o parentesco de Anchieta com o fundador da Companhia de Jesus, Inácio de Loyola. Seu pai também era prefeito da cidade de San Cristóbal de La Laguna. Sua mãe era natural das Ilhas Canárias, filha de judeus cristãos-novos. O avô materno, Sebastião de Llarena, era um judeu convertido do Reino de Castela. Dos doze irmãos, além dele abraçou o sacerdócio Pedro Nuñez.
Anchieta viveu com a família até aos quatorze anos de idade, quando se mudou para Coimbra, em Portugal, a fim de estudar filosofia no Real Colégio das Artes e Humanidades, anexo à Universidade de Coimbra. A ascendência judaica foi determinante para que o enviassem para estudar em Portugal, uma vez que na Espanha, à época, a Inquisição era mais rigorosa. Ingressou na Companhia de Jesus em 1 de Maio de 1551 como noviço.

## Atuação no Brasil

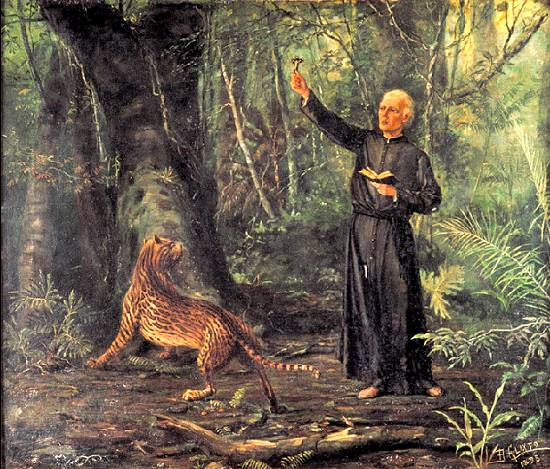
“Evangelho nas Selvas”, por Benedito Calixto (1893). Pinacoteca do Estado de São Paulo. José de Anchieta pregando o evangelho próximo a uma jaguatirica.

### Chegada na Capitania da Baía de Todos os Santos
Tendo o padre Manuel da Nóbrega, Provincial dos Jesuítas no Brasil, solicitado mais braços para a atividade de evangelização do Brasil (mesmo os fracos de engenho e os doentes do corpo), o Provincial da Ordem, Simão Rodrigues, indicou, entre outros, José de Anchieta. Desde jovem, Anchieta padecia de tuberculose óssea, que lhe causou uma escoliose, agravada durante o noviciado na Companhia de Jesus. Este fato foi determinante para que deixasse os estudos religiosos e viajasse para o Brasil. Aportou em Salvador, na Capitania da Baía de Todos os Santos a 13 de Julho de 1553, com menos de vinte anos de idade e vindo na armada do segundo governador-geral do Brasil, Dom Duarte da Costa com outros seis companheiros, sob a chefia do padre Luís da Grã.

### Partida para São Vicente e fundação de São Paulo
Anchieta ficou menos de três meses em Salvador, partindo para a Capitania de São Vicente no princípio de outubro, com o padre jesuíta Leonardo Nunes, onde conheceria Manuel da Nóbrega e permaneceria por doze anos. Anchieta abriu os caminhos do sertão, aprendendo a língua tupi, catequizando e ensinando latim aos índios. Escreveu a primeira gramática sobre uma língua do tronco tupi: a "Arte da Gramática da Língua Mais Falada na Costa do Brasil", que foi publicada em Coimbra em 1595.
No seguimento da sua ação missionária, a pedido do referido Pe. Manuel da Nóbrega, que lhe solicitou uma peça teatral para o Natal mais adequada à realidade local, criou uma primeira versão "Da Pregação Universal" e que foi apresentada na aldeia de Piratininga. Onde, posteriormente, teve uma variante a pensar especificamente no público indígena e se chamava "Na Festa de Natal" ou de "Na Festa de São Lourenço", adaptado aos índios da aldeia de São Lourenço, atual Niterói, fundada por Araribóia, chefe dos Temiminós da aldeia de São João de Carapina.
Em São Vicente o Irmão José de Anchieta, apresenta pela primeira vez o Presépio aos índios e filhos de colonos, fins do ano de 1553.

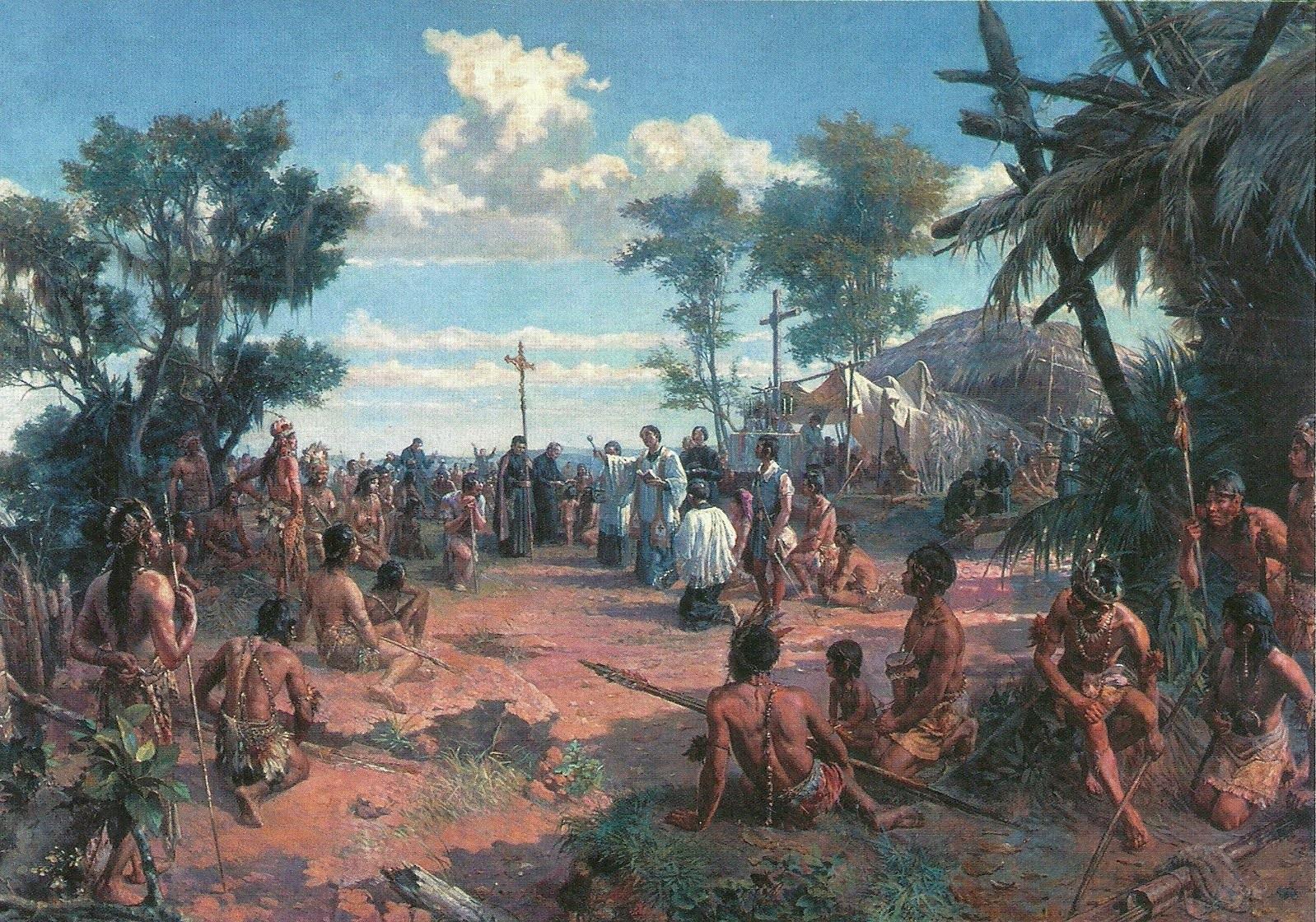
Fundação de São Paulo (1909), óleo sobre tela de Oscar Pereira da Silva. O jesuíta Manuel da Nóbrega (ao centro) celebra uma missa, enquanto Manuel de Paiva e José de Anchieta estão ao fundo benzendo alguns indígenas. Acervo do Museu do Ipiranga.

Igualmente participou da fundação, no planalto de Piratininga, do Colégio de São Paulo, um colégio de jesuítas do qual foi regente, embrião da cidade de São Paulo, junto com outros padres da Companhia, em 25 de janeiro de 1554, recebendo este nome por ser a data em que se comemora a conversão do Apóstolo São Paulo. Esta povoação contava, no primeiro ano da sua existência com 130 pessoas, das quais 36 haviam recebido o batismo. São Paulo era em 2018 o maior aglomerado urbano do Hemisfério Sul e o quinta maior do mundo.
Sabe-se que a data da fundação de São Paulo é o dia 25 de Janeiro, por causa de uma carta de Anchieta aos seus superiores da Companhia de Jesus, com a citação:

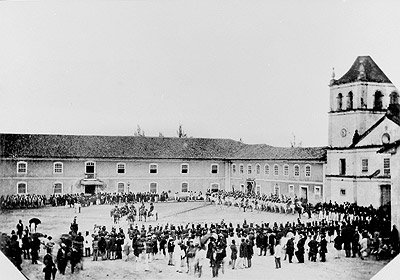
Pátio do Colégio, em São Paulo, fundado por Nóbrega, Paiva e Anchieta. Fotografia de Militão Augusto de Azevedo, em 1862.

| “ | A 25 de Janeiro do Ano do Senhor de 1554 celebramos, em paupérrima e estreitíssima casinha, a primeira missa, no dia da conversão do Apóstolo São Paulo, e, por isso, a ele dedicamos nossa casa! | ” |

### Missões pelo litoral paulista

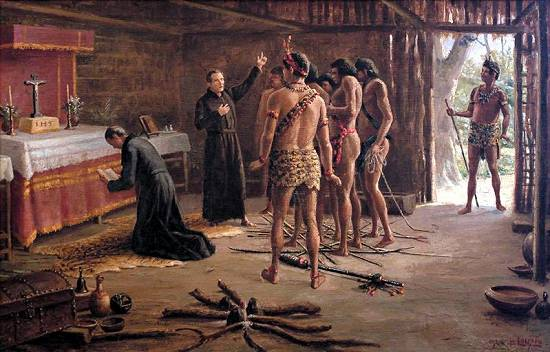
“Anchieta e Nóbrega na cabana de Pindobuçu”, por Benedito Calixto (1927). Acervo do Museu do Ipiranga. A pregação de jesuítas como Anchieta e Nóbrega no Brasil foi uma inculturação recíproca entre a influência do cristianismo para as crenças e costumes dos nativos, utilizando elementos da cultura indígena como uma melhor forma de ensinar a doutrina cristã para eles.

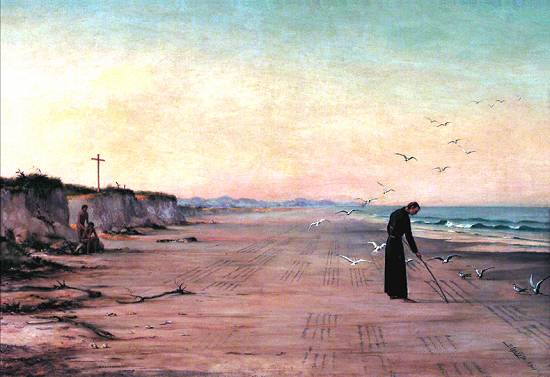
Poema à Virgem Maria, por Benedito Calixto (1901). Enquanto refém dos tamoios, Anchieta escreve versos dedicados à Virgem Maria na Praia de Iperoig. Ele recorda no poema que registrou posteriormente: "Eis, ó mãe toda santa, o que outrora eu em verso/Te prometi com voto, entre o gentio adverso./Enquanto ao cru Tamoio abrandei com a presença,/E tratei, qual refém, a obra da paz suspensa,/Teu favor me acolheu com afeto tão caro/Que alma e corpo guardou, sem culpa, teu amparo."

O religioso cuidava não apenas de educar e catequizar os indígenas, como também de defendê-los dos abusos dos colonizadores portugueses que queriam não raro escravizá-los e tomar-lhes as mulheres e filhos. Esteve em Itanhaém e Peruíbe, no litoral sul de São Paulo, na quaresma que antecedeu a sua ida à aldeia de Iperoig, juntamente com o padre Manuel da Nóbrega, em missão de preparo para o Armistício com os Tupinambás de Ubatuba (Armistício de Iperoig). Nesse período, em 1563, intermediou as negociações entre os portugueses e os indígenas reunidos na Confederação dos Tamoios, oferecendo-se Anchieta como refém dos tamoios em Iperoig, enquanto o padre Manuel da Nóbrega retornou a São Vicente juntamente com Cunhambebe (filho) para ultimar as negociações de paz entre os indígenas e os portugueses. Entre os índios batizados por Anchieta destaca o cacique Tibiriçá.
Durante este tempo em que passou entre os gentios, compôs o "Poema à Virgem". Segundo uma tradição, teria escrito nas areias da praia e memorizado o poema, e apenas mais tarde, em São Vicente, o teria trasladado para o papel. Ainda segundo a tradição, foi também durante o cativeiro que Anchieta teria em tese "levitado" entre os indígenas, os quais, imbuídos de grande pavor, pensavam tratar-se de um feiticeiro.

### Missões no Rio de Janeiro e Espírito Santo e a Fundação do Rio de Janeiro

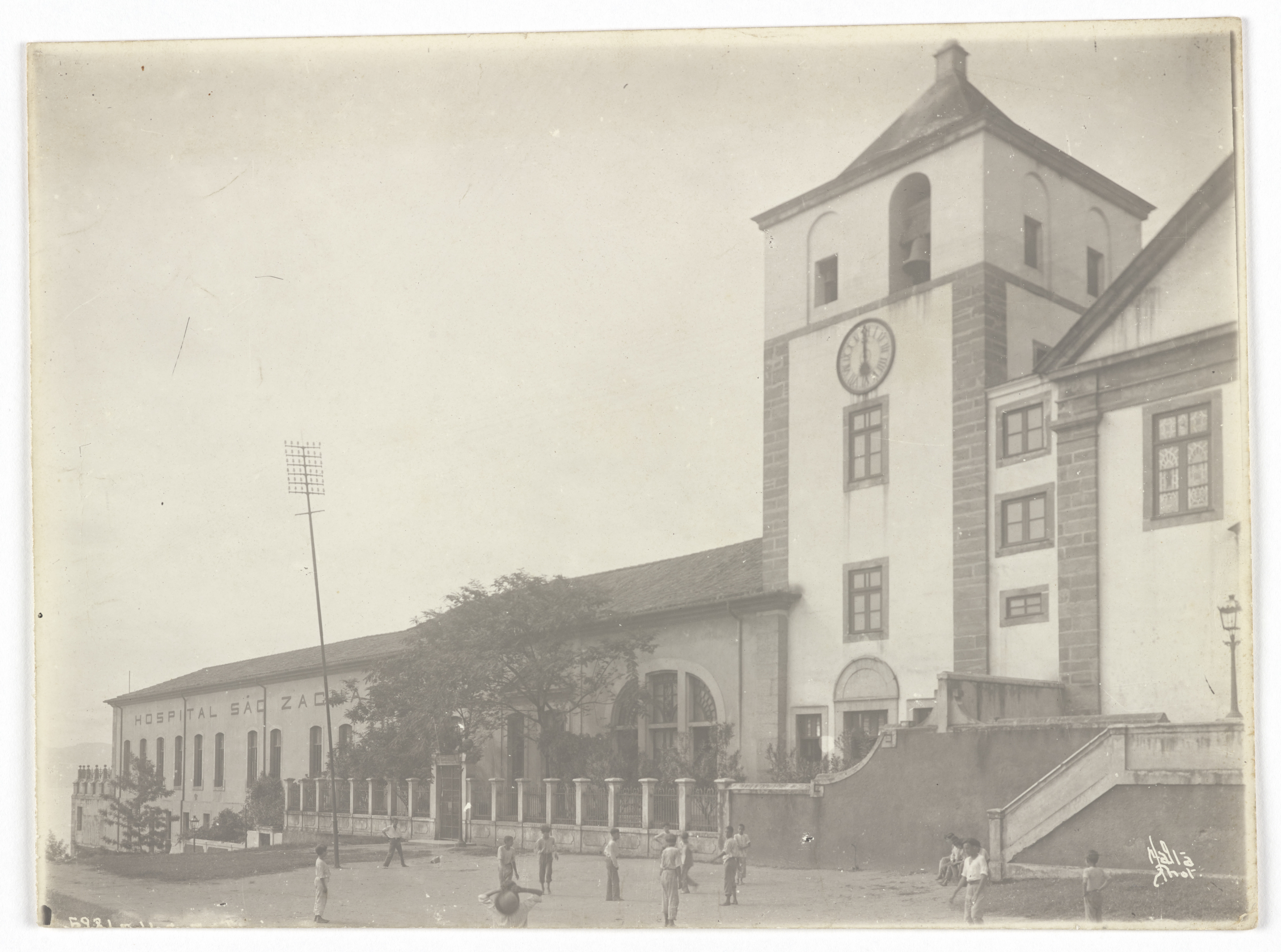
Igreja de Santo Inácio ou dos Jesuítas, no Morro do Castelo, no Rio de Janeiro, ao lado do Hospital São Zacharias, antigo Colégio dos Jesuítas, que foi dirigido por Anchieta, Fotografia de Augusto Malta, por volta de 1920. Acervo do Instituto Moreira Salles.

Lutou contra os franceses estabelecidos na França Antártica na baía da Guanabara; foi companheiro de Estácio de Sá, a quem assistiu em seus últimos momentos (1567) e também foi um dos fundadores da cidade do Rio de Janeiro com o padre Manuel da Nóbrega, com quem fundou a cidade de São Paulo e com Estácio de Sá em 1 de Março de 1565. Em 1566, foi enviado à Capitania da Bahia com o encargo de informar ao governador Mem de Sá do andamento da guerra contra os franceses, possibilitando o envio de reforços portugueses ao Rio de Janeiro. Por esta época, foi ordenado sacerdote aos 32 anos de idade.
Dirigiu o Colégio dos Jesuítas do Rio de Janeiro por três anos, de 1570 a 1573. Em 1569, fundou a povoação de Reritiba (ou Iriritiba), atual Anchieta, no Espírito Santo. Em 1577, foi nomeado Provincial da Companhia de Jesus no Brasil, função que exerceu por dez anos, sendo substituído em 1587 a seu próprio pedido. Retirou-se para Reritiba, mas teve ainda de dirigir o Colégio dos Jesuítas em Vitória, no Espírito Santo. Em 1595, obteve dispensa dessas funções e conseguiu retirar-se definitivamente para Reritiba onde veio a falecer, sendo sepultado em Vitória.

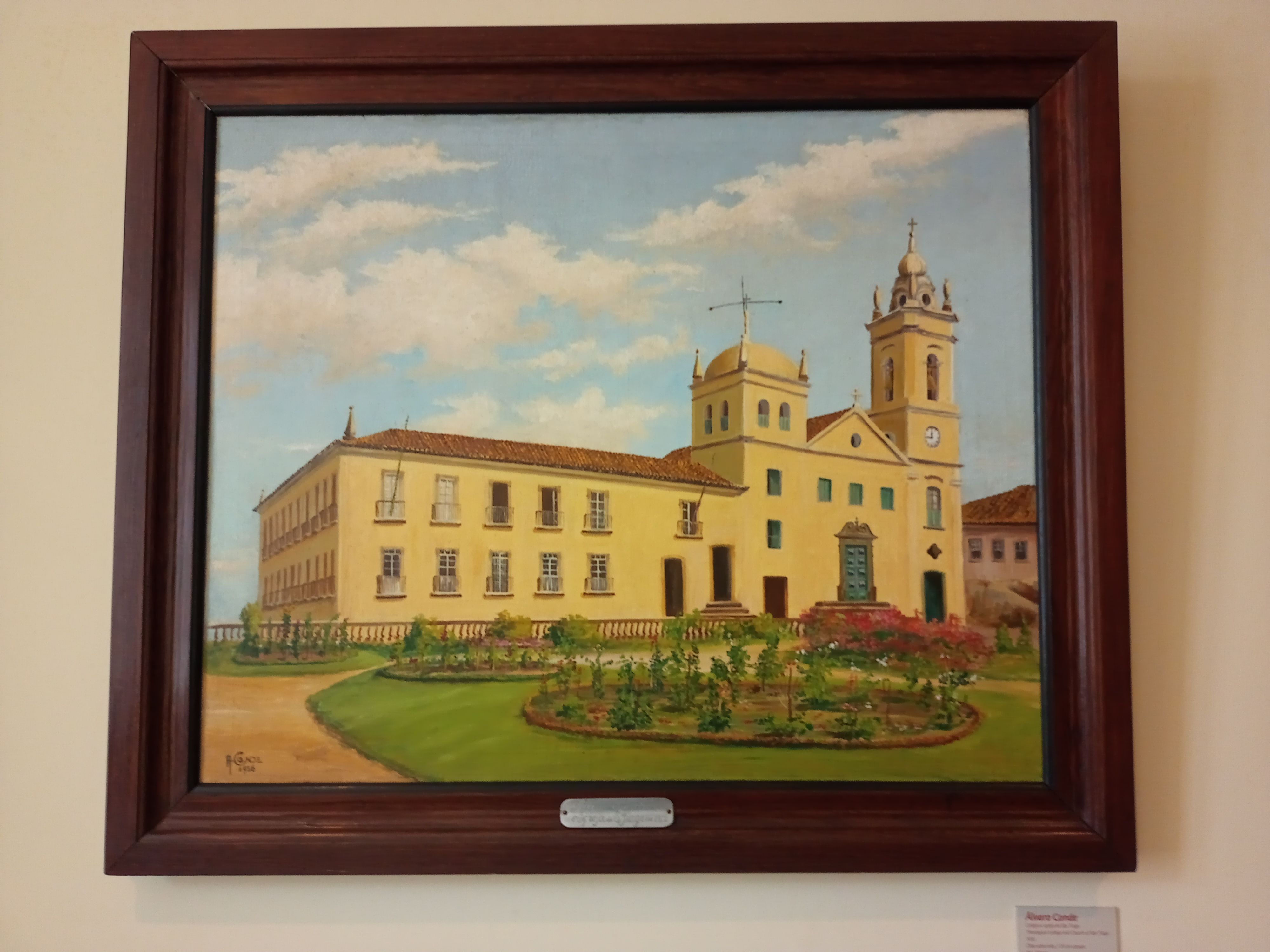
Antiga Igreja de São Tiago e Colégio dos Jesuítas (fundado em 1550) de Vitória, no Espírito Santo, em 1912. Atual Palácio Anchieta, sede do governo capixaba, onde o padre José de Anchieta viveu e foi sepultado. Pintura de 1956, acervo do Palácio Anchieta.

Anchieta foi enterrado em frente ao altar principal da Igreja de São Tiago, em Vitória, ao lado de outro padre jesuíta, Gregório Serrão. Os ossos de Anchieta foram removidos para o Colégio dos Jesuítas da Bahia, em Salvador, em 1610, e depois para Roma. Os jesuítas enviaram uma relíquia de José de Anchieta, um pedaço de seu fêmur, e uma lápide foi encomendada em Portugal no final do século XVI.  Outra relíquia de São José de Anchieta, um fêmur completo, está localizado na Basílica de São José de Anchieta, no Pátio do Colégio, em São Paulo.

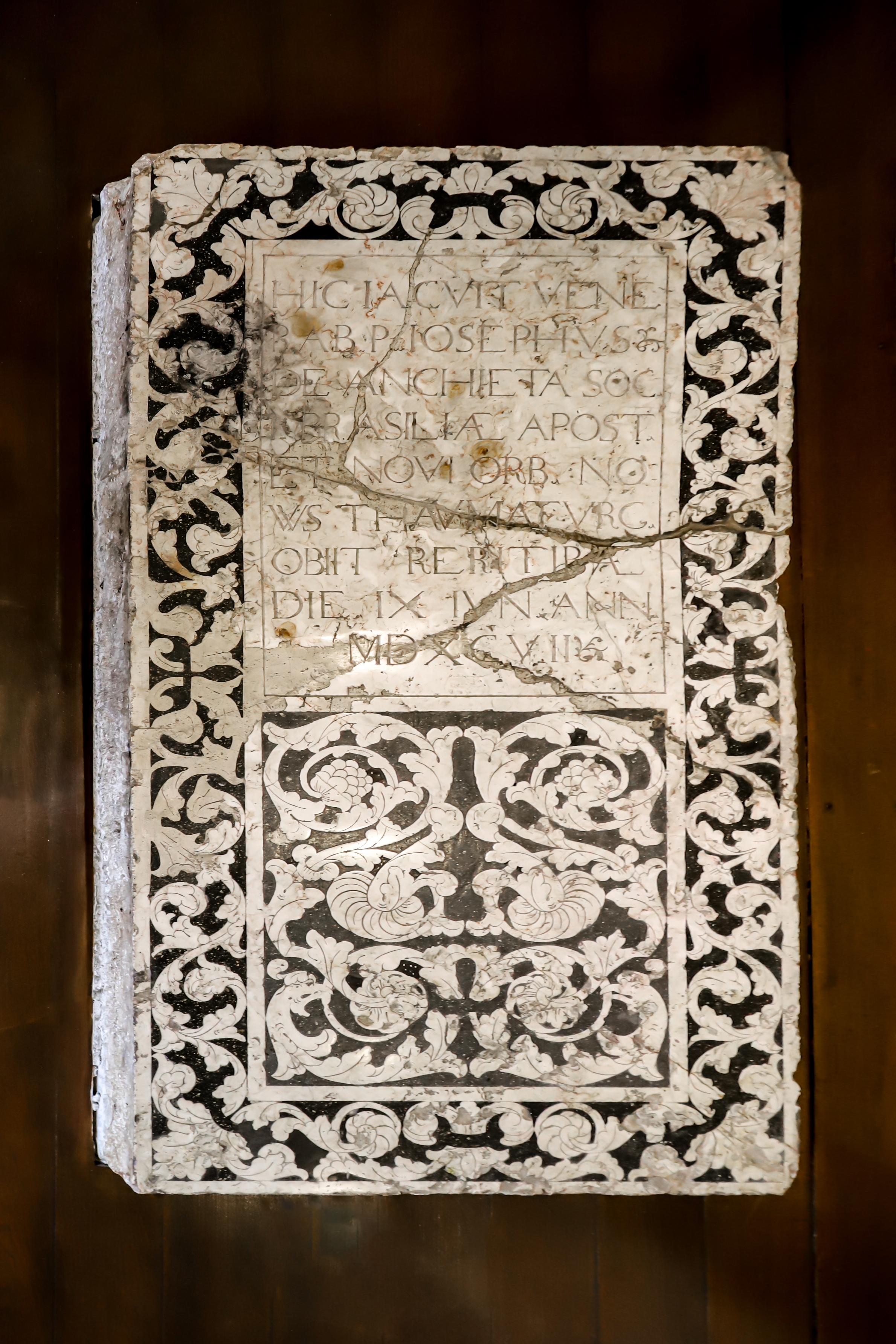
Lápide de pedra 'lioz' do antigo túmulo de São José de Anchieta, localizada no atual Palácio Anchieta.

### Polêmica sobre a execução de Jacques Le Balleur
Após a expulsão dos franceses da Guanabara, Anchieta e Manuel da Nóbrega teriam instigado o Governador-Geral Mem de Sá a prender em 1559 um refugiado huguenote, o ferreiro Jacques Le Balleur, e a condená-lo à morte por professar "heresias protestantes". Em 1559, Le Balleur foi preso e enviado para Salvador, na Bahia, para ser julgado e executado em abril de 1567. Segundo o reverendo presbiteriano e historiador Álvaro Reis, em seu livro publicado em 1917, O martyr Le Balleur: 1567, Le Balleur teria sido queimado e José de Anchieta teria auxiliado o carrasco em seu ofício. Já o historiador Rocha Pombo afirma em sua obra Historia do Brasil, vol, III, pag. 514, que Balleur e João de Bolés eram a mesma pessoa, e que teria sido enforcado.
O padre jesuíta e historiador Hélio Abranches Viotti argumenta que teria havido uma inexplicável confusão entre os nomes do ferreiro genebrino Jacques Le Balleur e do ex-dominicano francês Jean de Cointac (ou João de Bolés). Investigações históricas, baseadas em documentos da época (correspondência de Anchieta e manuscritos de Goa), revelam que Jean de Cointac não morreu no Brasil; na verdade foi conduzido a Salvador, na capitania da Bahia, e daí mandado a Portugal, onde teve o seu primeiro processo concluído em 1569. Em um segundo processo no Estado Português da Índia, em 1572, foi finalmente condenado pelo tribunal da Inquisição de Goa. Padre Viotti explica que a divergência de datas, quando Jacques Le Balleur foi morto no Rio de Janeiro e Jean de Cointac estava no cárcere na Bahia, deveu-se à confusão nos nomes, que passou para a história pelos erros literários de Álvaro Reis.

## Obra

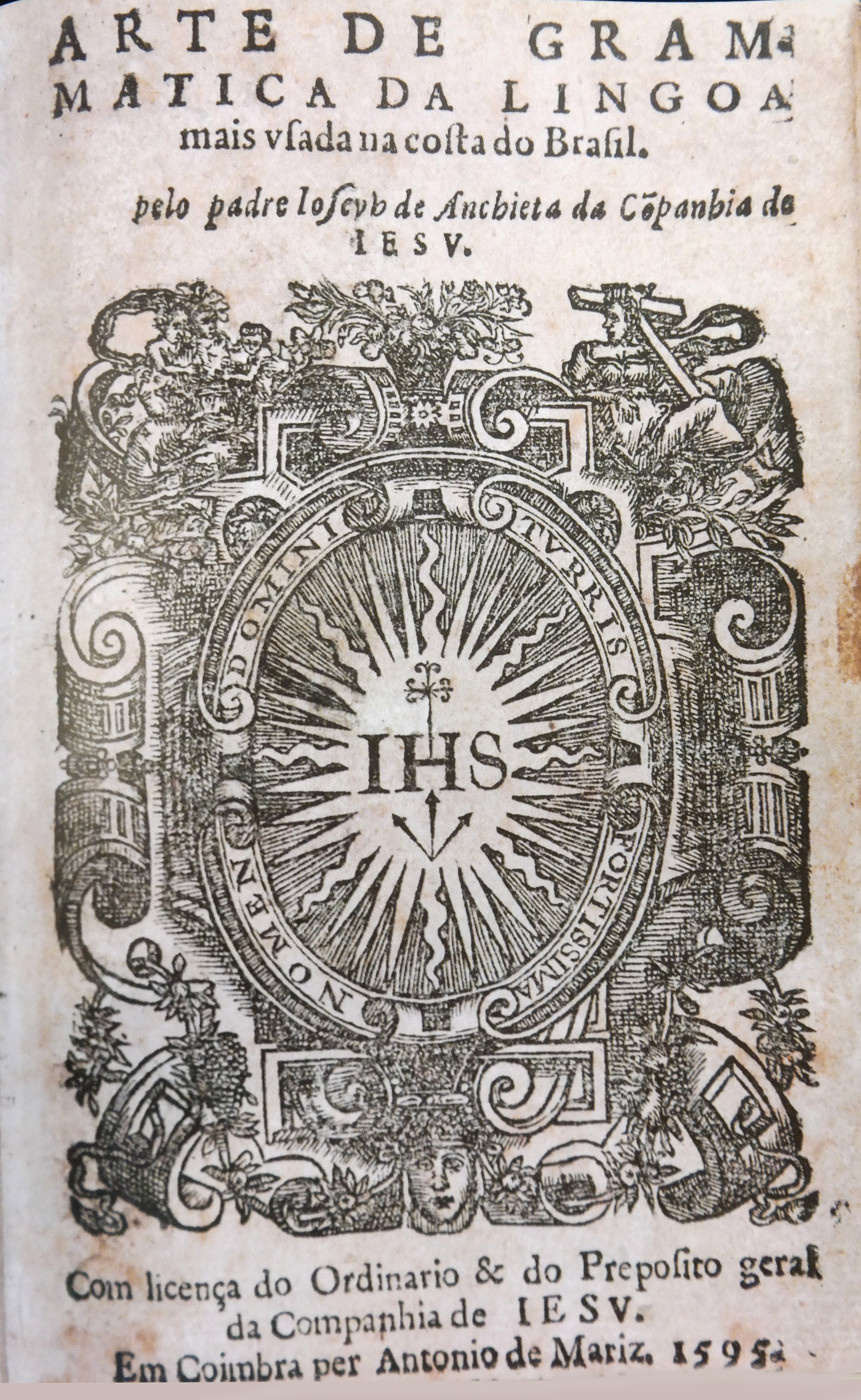
Arte de gramática da língua mais usada na costa do Brasil, 1595, de José de Anchieta.

Segundo a "Brasiliana da Biblioteca Nacional" (2001), "o Apóstolo do Brasil", fundador de cidades e missionário incomparável, foi gramático, poeta, teatrólogo e historiador. O apostolado não impediu Anchieta de cultivar as letras, compondo seus textos em quatro línguas - português, castelhano, latim e tupi, tanto em prosa como em verso.
Duas das suas principais obras foram publicadas ainda durante a sua vida:
- "De gestis Mendi de Saa"[27] ("Os feitos de Mem de Sá") impressa em Coimbra em 1563, retrata a luta dos portugueses, chefiados pelo governador-geral Mem de Sá, para expulsar os franceses da baía da Guanabara onde Nicolas Durand de Villegagnon fundara a França Antártica. Esta epopeia renascentista, escrita em latim e anterior à edição de "Os Lusíadas", de Luís de Camões, é o primeiro poema épico da América, tornando-se, assim, o primeiro poema brasileiro impresso, e, ao mesmo tempo, a primeira obra de Anchieta publicada.
- "Arte de Gramática da Língua mais Usada na Costa do Brasil", impressa em Coimbra em 1595 por Antonio de Mariz. É a primeira gramática contendo os fundamentos da língua tupi. Apresenta folha de rosto com o emblema da Companhia de Jesus. Desta edição, conhecem-se apenas sete exemplares, dois dos quais encontram-se na Biblioteca Nacional do Brasil: o primeiro pertenceu ao imperador dom Pedro II (1840-1889) e o outro é oriundo da coleção de José Carlos Rodrigues. Constituindo-se na sua segunda obra publicada, é, ainda, a segunda obra dedicada a línguas indígenas, uma vez que, em 1571, já surgira, no México, a "Arte de la lengua mexicana y castellana" de frei Alonso de Molina.

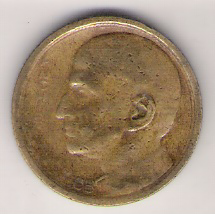
Sua face em uma moeda de 1000 réis de 1938.

O movimento de catequese influenciou seu teatro e sua poesia, resultando na melhor produção literária do quinhentismo brasileiro. Entre suas contribuições culturais, podemos citar as poesias em verso medieval (sobretudo o poema De Beata Virgine Dei Matre Maria, mais conhecido como Poema à Virgem, com 5786 versos), os autos que misturavam características religiosas e indígenas, a primeira gramática da língua tupi (A Cartilha dos nativos).
Foi o autor de uma espécie de certidão de nascimento do Rio de Janeiro, quando redigiu sua carta de 9 de Julho de 1565 ao Padre Diogo Mirão, dando conta dos acontecimentos ocorridos ali "no último dia de Fevereiro ou no primeiro dia de Março" do ano. Nela se encontram os seguintes trechos: "...logo no dia seguinte, que foi o último de Fevereiro ou primeiro de Março, começaram a roçar em terra com grande fervor e cortar madeira para cerca, sem querer saber nem dos tamoios nem dos franceses." E: "... de São Sebastião, para ser favorecida do Senhor, e merecimentos do glorioso mártir." A sua vasta obra só foi totalmente publicada no Brasil na segunda metade do século XX.

## Beatificação e canonização

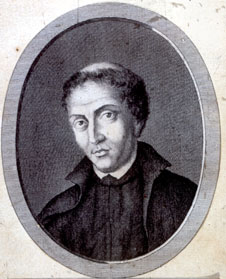
José de Anchieta em gravura de 1807.

Embora a campanha para a sua beatificação tenha sido iniciada na Capitania da Bahia em 1617, só foi beatificado em Junho de 1980 pelo papa João Paulo II. Ao que se compreende, a perseguição do marquês de Pombal aos jesuítas havia impedido, até então, o trâmite do processo iniciado no século XVII.
Em 1622, na cidade do Rio de Janeiro, várias senhoras da São Paulo, entre elas Suzana Dias e Leonor Leme, que o conheceram, depuseram em seu favor no processo de beatificação. Leonor Leme, matriarca da família Leme paulista, uma das depoentes, disse que "assistiu ela à primeira missa celebrada em São Vicente pelo Padre José de Anchieta, em 1567, e que com ele se confessou depois muitas vezes".
| “ | Todos o tinham por santo publicamente! | ” |

E Ana Ribeiro, no mesmo processo, declarou que: durante algum tempo com ele se confessou em São Vicente. Relatou um milagre acontecido com seu filho, Jerônimo, que então contava dois anos de idade. Estava há três dias sem se alimentar. Apresentou-o ao Padre Anchieta, que passava pela sua porta. "Deixe-o ir para o céu", disse Anchieta. Isso à noite. No dia seguinte o menino estava bom, inclusive de uma ferida incurável que até aí tinha no rosto. Todos reconheceram o milagre: nem um sinal! Narrou outro episódio, em que tomou parte seu marido Antônio Rodrigues, que abandonou um índio que estava enfermo havia 5 anos. Voltando Anchieta à Vila de São Vicente pede a Antônio que tratasse do índio. Fazendo-se vir o índio de São Paulo para São Vicente, onde ficou internado em casa dos padres destinada aos índios, lá o medicou Rodrigues três ou quatro vezes. Sarou prontamente. A cura foi atribuída a Anchieta. De relíquia, possuía um dente dele. Sobre Anchieta disse ser ele homem milagroso, apostólico, celeste.

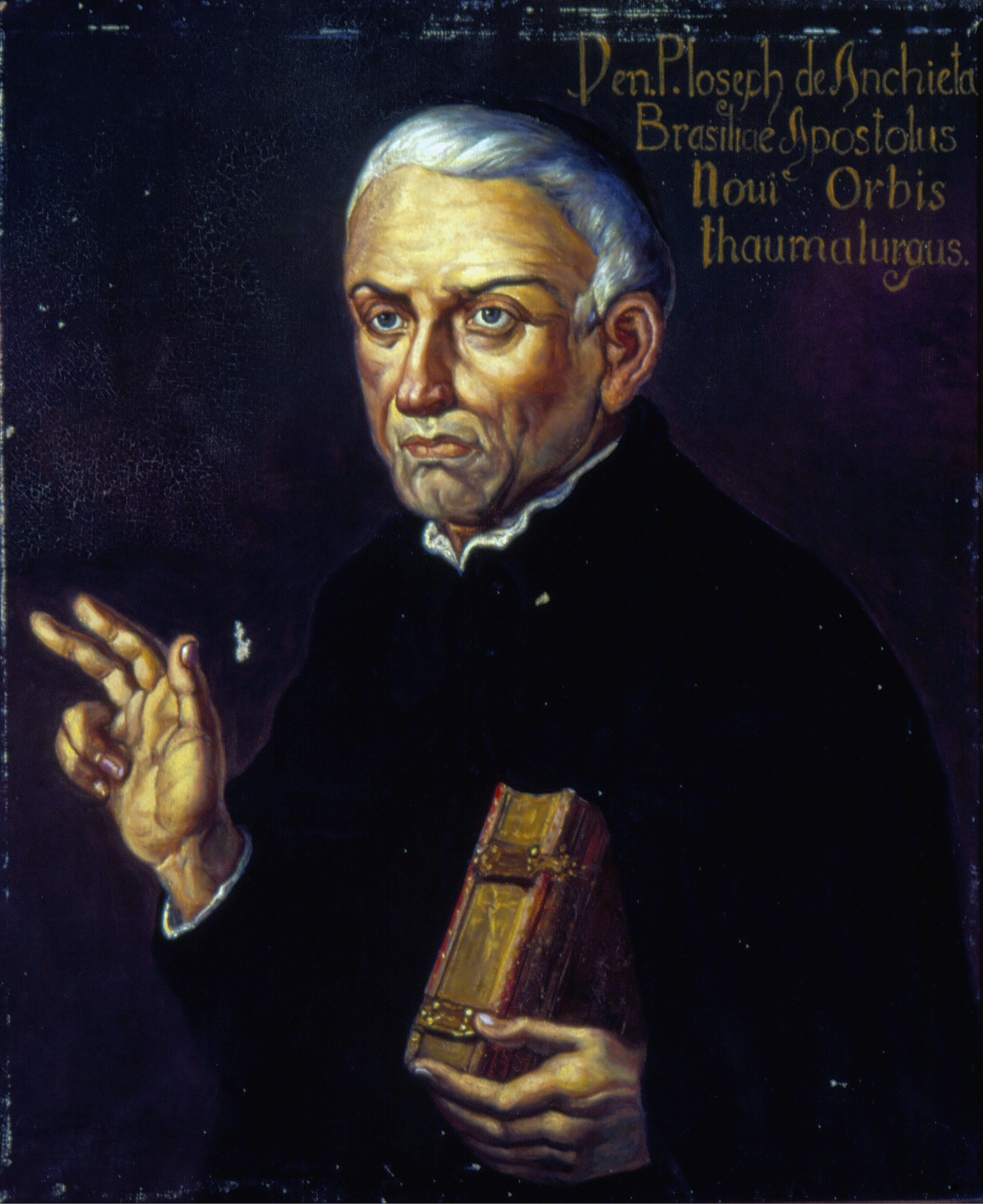
Retrato de Anchieta - Oscar Pereira da Silva, Acervo do Museu Paulista da USP.

A 27 de fevereiro de 2014, o Papa Francisco anunciou que o Padre Anchieta seria canonizado em Roma, em abril de 2014. O anúncio foi comunicado primeiro a três sacerdotes das Ilhas Canárias (terra natal de Anchieta) que assistiu à missa do papa em sua casa em Santa Marta, que relatou ao bispo de Tenerife, Bernardo Álvarez Afonso.
Após um processo de canonização de mais de 400 anos, o decreto foi assinado a 3 de abril de 2014. Em 24 de abril realizou-se a cerimônia de Ação de Graças, presidida pelo Papa, realizada na Igreja de Santo Inácio de Loyola de Roma. O Padre Anchieta é o segundo santo nativo das Ilhas Canárias, depois de Pedro de Betancur, cuja festa litúrgica se comemora em 24 de abril. É também considerado o terceiro santo do Brasil, com Madre Paulina e Frei Galvão, mesmo não sendo nativo, mas por ter exercido sua missão religiosa no território brasileiro, assim como Madre Paulina. Entre os santos naturais do Brasil, além do Frei Galvão, estão os Mártires de Cunhaú e Uruaçu, canonizados em outubro de 2017.
Foi uma canonização por decreto ou canonização equivalente, sendo a sexta canonização pelo Papa Francisco, bem como o segundo jesuíta a ser canonizado pelo próprio Papa, depois do francês Pedro Fabro. Da mesma forma, foi a primeira canonização de 2014.
O processo durou 417 anos e foi um dos mais longos da história. Não foi necessário a comprovação de um segundo milagre para a canonização. No caso de São José de Anchieta, houve a confirmação de apenas um milagre, antes de sua beatificação.
No dia 3 de abril de 2014, o Papa Francisco assinou o decreto que proclamou a santidade do beato José de Anchieta. Três semanas depois, em 24 de abril, o papa celebrou uma missa em ação de graças pela canonização de Anchieta, realizada na Igreja de Santo Inácio de Loyola, em Roma. Na homilia, o papa disse que "ele [José de Anchieta], juntamente com Nóbrega [padre Manuel da Nóbrega], é o primeiro jesuíta que Inácio [santo Inácio de Loyola] envia para a América. Um jovem de 19 anos... Era tão grande a alegria que ele sentia, era tão grande o seu júbilo, que fundou uma Nação: lançou os fundamentos culturais de uma Nação em Jesus Cristo". Anchieta foi o primeiro espanhol a ser canonizado pelo Papa Francisco.

## Santuários
Os principais santuários dedicados a São José de Anchieta, no Brasil e nas Ilhas Canárias são aqueles que estão diretamente relacionados com a sua vida:
- Espanha (Ilhas Canárias): na cidade de San Cristóbal de La Laguna (local de nascimento), o principal santuário diocesano é a própria Catedral de Nossa Senhora dos Remédios. Neste templo Anchieta foi batizado em 1534.[41] A cada 9 de junho uma oferenda de flores é deixada na grande estátua de bronze do santo,[42] e mais tarde uma missa é realizada na catedral, presidida pelo bispo de Tenerife, seguida de procissão com a imagem do santo pelas ruas até a casa nativa. Nesta casa também é feita uma oferenda de flores.[42]

- Brasil: o Santuário Nacional de São José de Anchieta está localizado na cidade de Anchieta, no estado do Espírito Santo. O santuário é formado principalmente pela Igreja Nossa Senhora da Assunção e pelo Museu Nacional São José de Anchieta. No local, o santo viveu os últimos anos de sua vida, até a sua morte.[43] Após a declaração de Anchieta como co-padroeiro do Brasil em 2015, o templo foi declarado Santuário Nacional.[44]

## Trechos de sua obra
Anchieta escreveu sua obra em diversas línguas: latim, espanhol, português e tupi.
O texto a seguir é a primeira estrofe do segundo ato do Auto de São Lourenço, peça teatral encenada pela primeira vez em Niterói. Ambas as versões, em tupi antigo e em português, foram escritas de modo artístico, o que implica o respeito, nas duas línguas, da rima e da métrica, elementos comumente empregados em poemas.
O trecho foi escrito originalmente em tupi. A tradução segue ao lado.
| Tupi antigo          | Tradução literal por Eduardo Navarro | Português                   |
| -------------------- | ------------------------------------ | --------------------------- |
| Xe moaîumarangatu,   | Importuna-me bem,                    | Esta virtude estrangeira    |
| xe moŷrõetekatûabo,  | irritando-me muitíssimo,             | me irrita sobremaneira.     |
| aîpó tekopysasu.     | aquela lei nova.                     | Quem a teria trazido,       |
| Abá serã ogûeru,     | Quem será que a trouxe,              | com seus hábitos polidos    |
| xe retama momoxŷabo? | estragando minha terra?              | estragando a terra inteira? |

## Homenagens

### Brasil

#### Ligação rodoviária São Paulo — Santos
É homenageado dando seu nome à Rodovia Anchieta, que liga São Paulo a Santos, inaugurada na década de 1940. Seu traçado é próximo da antiga Rodovia Caminho do Mar, que era o caminho por onde passava o Padre José de Anchieta.

#### Caminhos de Anchieta
Caminhos de Anchieta é uma rota turística localizada na cidade de Itanhaém, que percorre diferentes pontos turísticos da cidade, formando um conjunto de seis atrações, entre monumentos, obras de arte e formações naturais que de alguma forma estão relacionadas à vida e à obra do jesuíta.

#### OsPassos de Anchieta
A sua disposição em caminhar levava a que percorresse, duas vezes por mês, a trilha litorânea entre a então Iriritiba (atual Anchieta) e a ilha de Vitória, com pequenas paradas para pregação e repouso nas localidades de Guarapari, Setiba, Ponta da Fruta e Barra do Jucu. Modernamente, esse percurso, com cerca de 105 quilômetros, vem sendo percorrido a pé por turistas e peregrinos, à semelhança do Caminho de Santiago, na Espanha.

#### Romaria dos Devotos de São José de Anchieta
Evento que tomou forma após a canonização de Anchieta, foi iniciado em 2015 por moradores de Jabaquara, comunidade pertencente ao município capixaba de Anchieta. Conforme a devoção, antigos moradores pediam a intercessão do Padre José de Anchieta, e conta-se que muitas graças eram alcançadas. A caminhada tem um trajeto de dezoito km entre Jabaquara e o Santuário Nacional de São José de Anchieta. O ato religioso é realizado sempre no domingo após a festa de Corpus Christi e tem organização da centenária comunidade católica local Divino Espírito Santo. A finalização acontece no Santuário com a missa dos romeiros que é celebrada às 10 horas da manhã deste domingo.[carece de fontes?]

#### Herói Nacional do Brasil
Em 5 de julho de 2010 seu nome foi inscrito no Livro de Aço dos heróis nacionais do Brasil depositado no Panteão da Pátria e da Liberdade Tancredo Neves.

### Ilhas Canárias

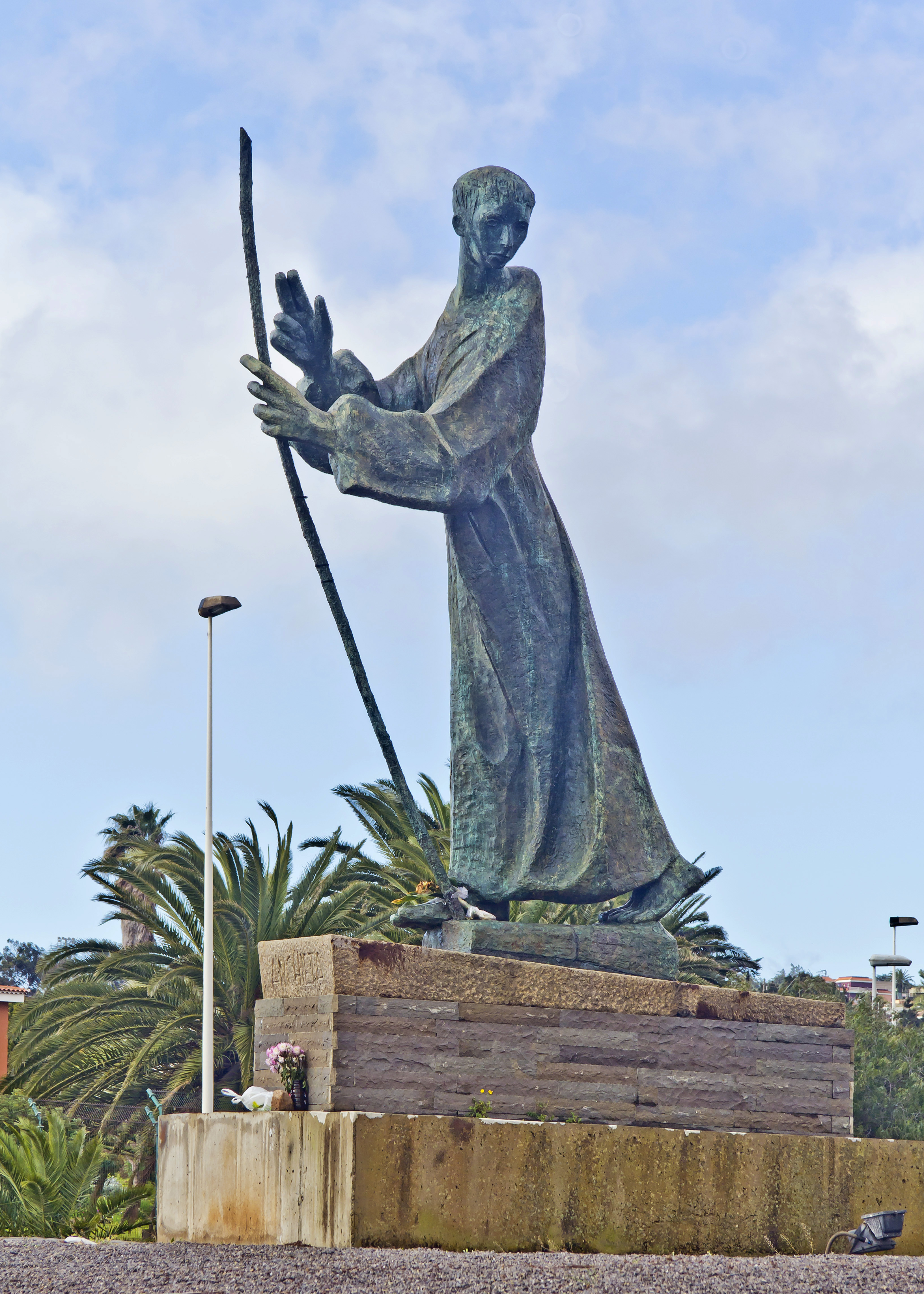
Monumento a Anchieta, em San Cristóbal em Tenerife.

José de Anchieta é amplamente reverenciado tanto no Brasil, quanto nas Ilhas Canárias (local de seu nascimento). Na cidade de San Cristóbal de La Laguna há uma imponente estátua de bronze em sua homenagem, trabalho do artista brasileiro Bruno Giorgi. A estátua retrata José de Anchieta caminhando para Portugal, e foi um presente do Governo do Brasil para a sua cidade natal. Também é venerada na Catedral de San Cristóbal de La Laguna uma imagem de madeira de Anchieta e uma relíquia do santo, que segue em procissão pelas ruas da cidade a cada 9 de junho, data da sua morte.
Na Basílica de Nossa Senhora da Candelária, santuário da padroeira das Ilhas Canárias, localizada no sudeste da ilha de Tenerife, há uma pintura que apresenta José de Anchieta fundando o povoado de São Paulo de Piratininga, origem da cidade de São Paulo.
Em 1965, o serviço postal da Espanha emitiu um selo com a imagem de Anchieta, em uma série chamada "Forjadores de América". Em 1997, foi publicado em sua cidade natal um pequeno livro de cerca de quarenta páginas, no formato de quadrinhos, que conta a história do jesuíta.